# ناثان ويب (سياسي)
ناثان ويب (بالإنجليزية: Nathan Webb)‏ هو سياسي أمريكي، ولد في 7 أبريل 1767، وتوفي في 25 فبراير 1853. انتخب عضو مجلس نواب ماساتشوستس.